# Epizoanthus norvegicus
Epizoanthus norvegicus is een Zoanthideasoort uit de familie van de Epizoanthidae. De wetenschappelijke naam van de soort is voor het eerst geldig gepubliceerd in 1877 door Koren & Danielssen.